# Ornithomerus
Ornithomerus („ptačí stehno“) byl pochybný rod pravděpodobně iguanodontního ornitopodního dinosaura, žijícího koncem křídového období (geologický věk kampán) na území dnešního Rakouska (Muthmannsdorf).

## Popis
Rod Ornithomerus byl formálně popsán v roce 1881 britským paleontologem Harrym Govierem Seeleym na základě fosilií objevených v rakouském souvrství Grünbach (důl v Muthmannsdorfu). Fosilie byly objeveny v roce 1859, vykopali je a poprvé prozkoumali paleontologové Eduard Suess a Ferdinand Stoliczka. Jedná se o nomen dubium (pochybné vědecké jméno), protože typový jedinec s označením PIUW 2349/3 může ve skutečnosti patřit rodu Rhabdodon, případně Mochlodon. Blízce příbuzným rodem může být Oligosaurus.